# Tramway du Mans
Le tramway du Mans est un réseau de tramway de la ville du Mans inauguré le 17 novembre 2007. Il se compose de deux lignes T1 et T2 ayant un tronc commun de sept stations et dont les terminus respectifs sont Antarès et Université pour l'une, Espal et Bellevue pour l'autre. La dernière évolution du réseau date du 30 août 2014 avec l'ouverture de la branche Bellevue et créant à cette même occasion la 2e ligne. Auparavant, le réseau était constitué d'une seule ligne à 3 branches avec un long tronc commun jusqu'à Université. Les travaux de ce premier réseau ont été achevés en août 2007 et mis en fonction quatre mois après pour les branches Université et Antarès ; la seconde branche Espal ayant été inaugurée le 22 décembre 2007. Ces services sont assurés par la société des transports en commun de la ville du Mans : la SETRAM.
La première partie du réseau datant de 2007 était considérée comme le tramway le moins cher de France au moment de l'inauguration, avec un coût de 302 millions d'euros, pour 15,4 km.

## Historique

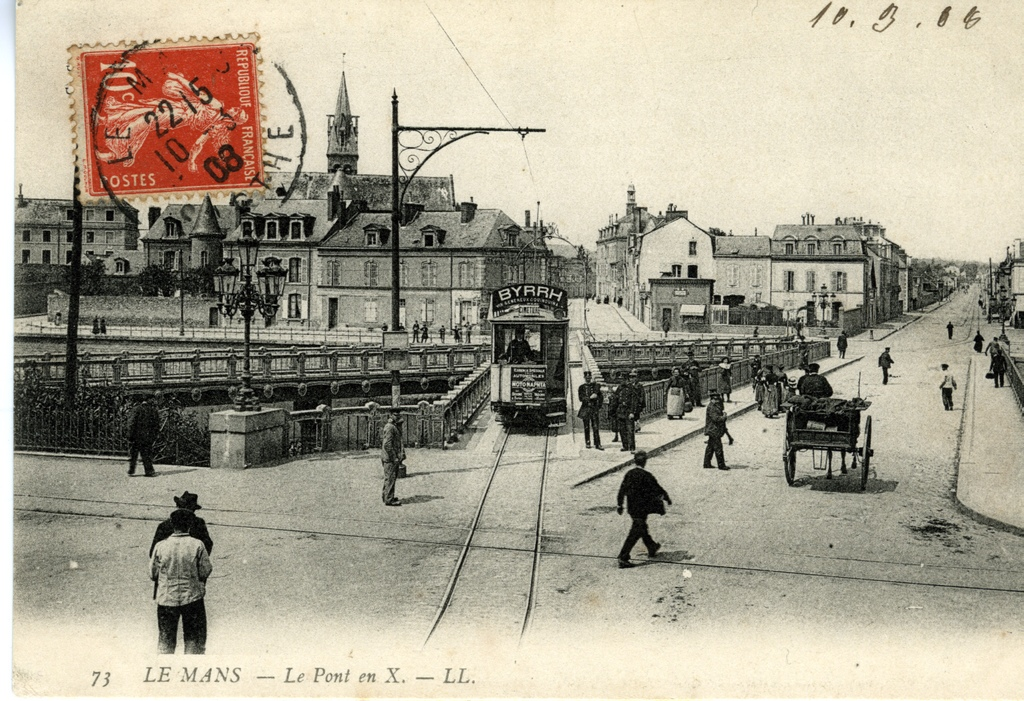
Le pont en X.

Le tramway avait fait une première apparition au Mans entre 1897 et 1947. Il était composé de lignes construites à voie métrique et électrifiées qui desservaient les différentes parties de la ville, alors peu étendues.

### Compagnie de l'Ouest Électrique (COE)
La Compagnie de l'Ouest Électrique est créé à Lyon, le 21 octobre 1896, elle se substitue à la Compagnie des tramways électriques du Mans, formée antérieurement, le 23 juillet 1896. Elle a pour mission, la création et l'exploitation des réseaux de tramways dans les villes du Mans et de Rennes.
Elle crée au Mans un réseau de trois lignes :
- I - Gare centrale - place de la République - Octroi des Maillets (2,925 km)
- II - Carmélites - Croix d'or (2,875 km)
- III- Hôpital - rue et Pont Gambetta - place de la République - Lune de Pontlieue

L'ouverture des lignes se fait dans l'ordre suivant :
- Ligne I, est ouverte le 21 juin 1897.
- Ligne II, le 27 juin suivant.
- Ligne III, le 27 juin suivant entre La Croix d'or et Mission, le 8 juillet vers l'hôpital et enfin le 20 juillet jusqu'au pont de l'Huisne. Le terminus de Pontlieue atteint quelques jours après.

Le matériel roulant est composé de 22 motrices à deux essieux, pesant 8 tonnes et d'une capacité de 45 voyageurs. Ces motrices sont construites par la firme Fives Lille
Des remorques au nombre de 9, appelées Buffalo sont attelées aux motrices. Ces voitures sont ouvertes latéralement.
en 1911, 2 remorques ouvertes sont livrées.
en 1916, 4 remorques fermées sont livrées par Carel et Fouché.
En 1931 et 32, six caisses modernes sont commandées à la firme Carel et Fouché du Mans et montées sur des châssis provenant d'anciennes motrices. Ces châssis sont modernisés et équipés de nouveaux moteurs.
L'usine de production d'électricité et le dépôt des tramways sont construits sur l'emplacement de l'ancien hôpital, occupé aujourd'hui par la médiathèque Louis Aragon. La production d'électricité était réalisée grâce à deux dynamos Fives Lille, entrainées par une machine à vapeur fixe. En 1932, le système est abandonné pour une alimentation par le réseau extérieur de la « Société Lyonnaise des Eaux et de l'Éclairage ».
Juxtaposant l'usine, se trouve le dépôt du matériel roulant, avec ses remises couvertes pour le matériel roulant et les bâtiments administratifs de la compagnie.
À la fin des années 1930, devant la croissance de la circulation automobile le tramway doit faire place aux autobus et trolleybus.
L'exploitation du tramway de la COE est arrêtée :
- le 23 novembre 1936 sur la ligne Hôpital- Pontlieue
- le 12 novembre 1947 sur les lignes Gare - Maillets et Gare - Léon Bollée (octroi de Paris).

### Compagnie des tramways de la Sarthe
La compagnie des tramways de la Sarthe exploitait un réseau départemental depuis 1881. Le centre du réseau était situé sur la rive gauche de la Sarthe, non loin de ce qui est aujourd'hui la gare sud du Mans. Les trains ont circulé jusqu'au 1er mars 1947.

### Le retour du tramway

Carte animée de l'évolution des infrastructures ferroviaires de l'agglomération du Mans, dont celle des anciens et actuels tramways, de 1880 à nos jours.

Soixante ans plus tard, la communauté urbaine Le Mans Métropole réhabilite le tramway dans l'agglomération mancelle. Le réseau se compose alors d'une ligne unique constituée de trois branches et desservant 29 stations. La ligne est inaugurée le 17 novembre 2007, sur un tracé qui relie Antarès à Université. La branche des Sablons, rejoignant le terminus Espal - Arche de la Nature, est inaugurée un mois plus tard, avec plus de quatre mois d'avance sur le planning. La ligne se compose d'un parcours commun de l'université à Saint-Martin, puis se scinde en deux branches, l'une vers l'Espal, l'autre vers Antarès, offrant ainsi trois terminus (Université, Espal et Antarès). La ligne a une longueur cumulée de 15,4 km dont 10 km sur gazon.

### La seconde ligne
Les travaux de la deuxième ligne vers Bellevue commencent en décembre 2011. À compter du 30 août 2014 à midi, cette nouvelle branche crée deux lignes distinctes, le réseau de tramway est alors constitué de quatre branches.
La ligne T2 part de l'avenue de Bruxelles, dans le quartier de Bellevue, jouxtant la commune de Coulaines, puis emprunte l'avenue des Maillets. Elle traverse la place de la Croix de Pierre, puis rejoint la Place des Jacobins, longeant ainsi la Cathédrale. Cette deuxième ligne bifurque alors via l'avenue Mendès-France, devant le centre commercial des Jacobins, en direction de la place des Comtes-du-Maine. Elle rejoint la ligne T1 au niveau de la place de la Préfecture avec laquelle elle parcourt un tracé commun jusqu'à la station Saint-Martin, avant de la quitter pour desservir la branche des Sablons en direction de l'Espal. Un parking relais est situé au niveau du Carrefour Market de l'avenue des Maillets,.
Le nom des nouvelles stations, situées entre Préfecture et Bellevue - Hauts de Coulaines est révélé le 7 mars 2014. Elles sont au nombre de six :
- Préfecture (station existante, sur le tronc commun)
- Comtes du Maine - Office de tourisme
- Jacobins-Quinconces
- Croix de Pierre
- Maillets-Banjan
- Maillets-Zamenhof
- Bellevue - Hauts de Coulaines

## Financement
Le projet initial (première ligne) inauguré en 2007 a coûté 302 millions d'euros, répartis comme suit[réf. nécessaire]:
- 274,2 millions : Le Mans Métropole (dont versement taxe transport et 120 millions de prêt auprès de la Banque européenne d'investissement) ;
- 12,4 millions : subvention de l'État, soit 28,8 % par rapport à ce qui était prévu (l'enveloppe de départ était de 42,7 millions, l'État ayant gelé les aides au TCSP en 2003) ;
- 15,4 millions : subvention de la région Pays de la Loire.

Le taux d’endettement prévu était alors d’environ 1 500 €/habitant.
Le projet d'extension du réseau (deuxième ligne inaugurée en 2014) devait coûter 81,7 millions d'euros répartis comme suit :
- 4,5 millions : subvention de la région ;
- 12,1 millions : subvention de l’État ;
- 65,1 millions : Le Mans Métropole.

## Matériel roulant

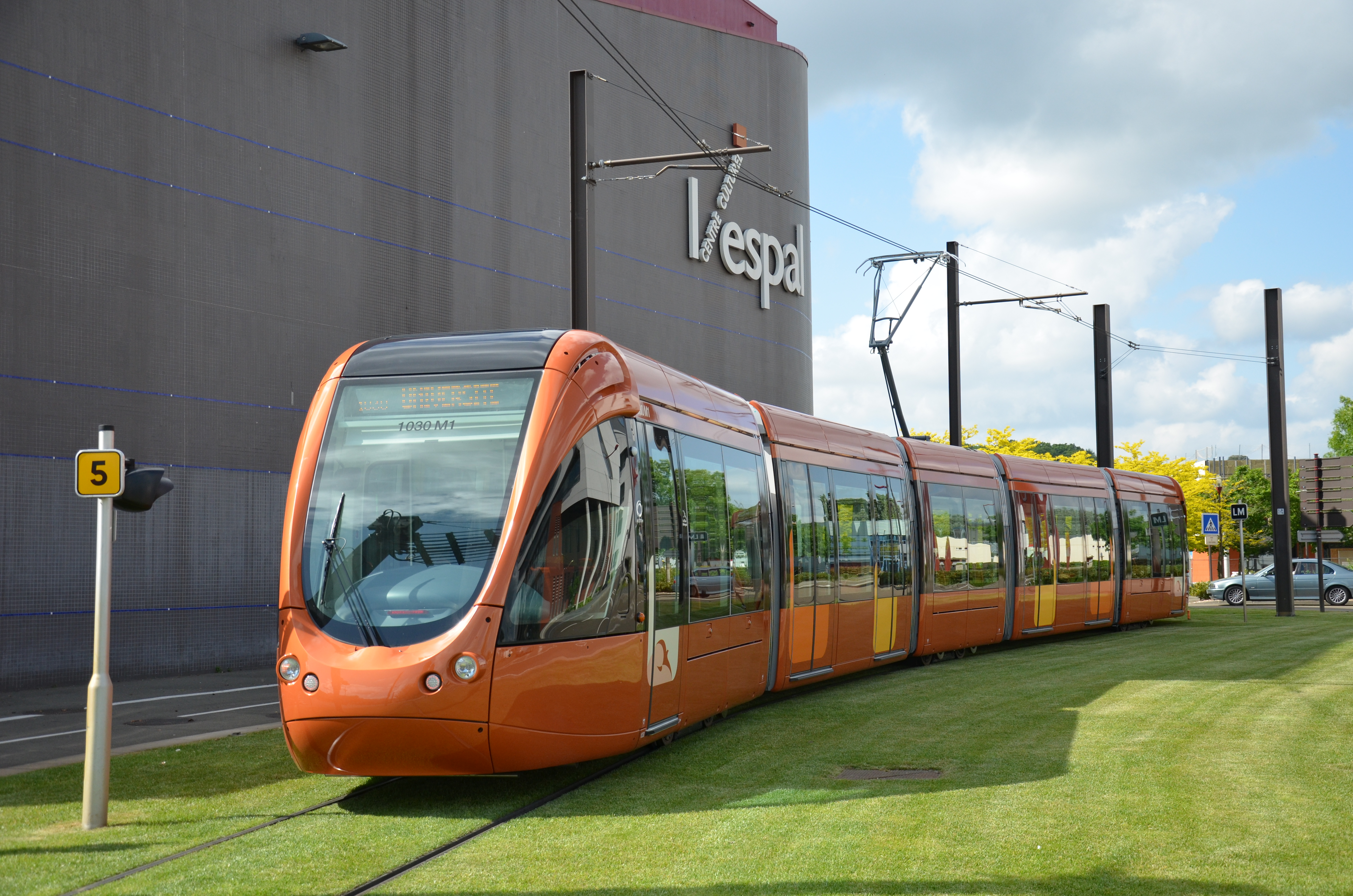
Rame au terminus Espal Arche de la Nature. Le design a été réalisé par l'agence RCP Design Global.

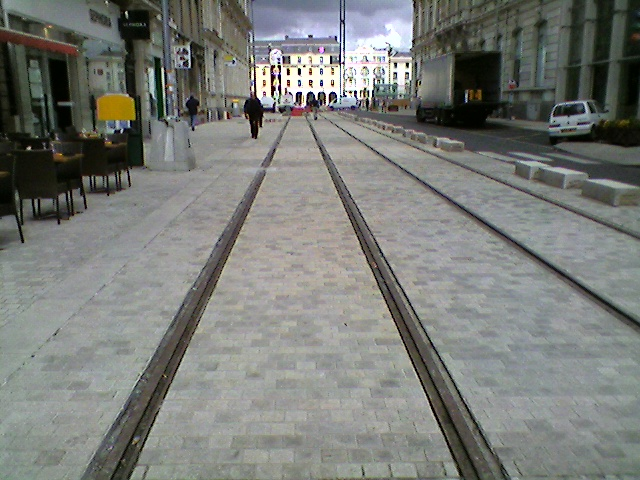
Rails du Tramway en centre-ville.

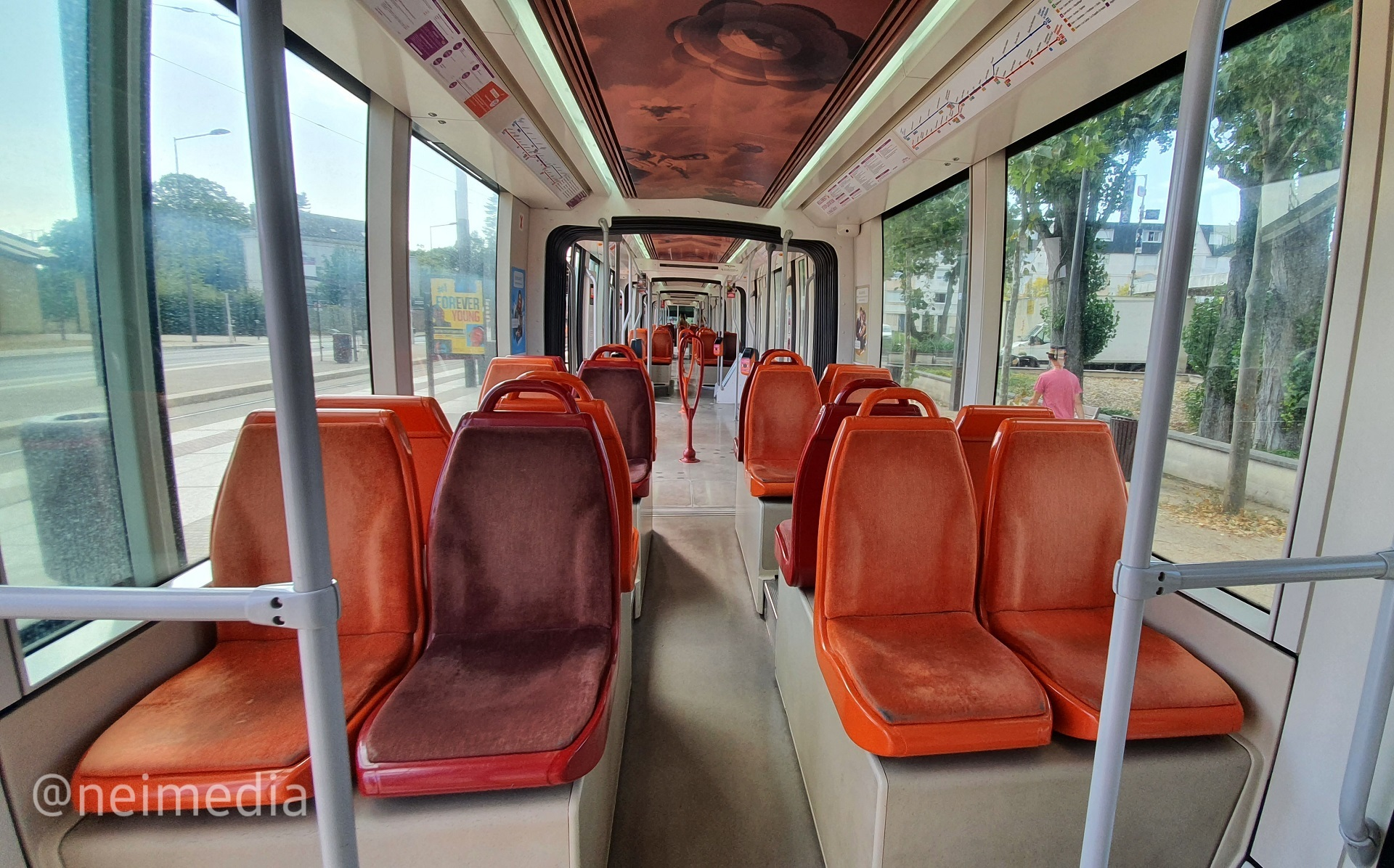
L'intérieur très orangé des rames Citadis 302.

### Design du matériel roulant
La conception esthétique du matériel roulant a été réalisée par l'agence RCP Design Global pour le concept général, les tissus, les ambiances intérieures et la livrée des rames, de couleur brique cuivrée.

### Matériel
Le parc était constitué de 23 rames au 7 novembre 2007. Il est constitué de 34 rames au 1er juillet 2014.
Le modèle est un Alstom Citadis 302 (rame de 32 m fabriquée par Alstom) et son alimentation est faite par voie aérienne (ligne aérienne de contact 750 V). Doté de la climatisation, le tramway manceau, long de 32 mètres et large de 2,40 mètres, offre 64 places assises et peut accueillir plus de 200 personnes. Modulable, ce modèle peut atteindre 43 mètres de long en ajoutant deux « caisses » supplémentaires. C'est d'ailleurs le choix qui a été voté lors du conseil communautaire du 25 mars 2021 afin de désengorger le tramway aux heures de pointe. En effet, le passage des rames de 32 à 44 mètres est vu comme la seule solution, une augmentation de la fréquence n'étant pas envisageable sans dégradation de la qualité d'exploitation (blocage de la circulation automobile au niveau de certains carrefours, etc.). Cette modification impliquera plusieurs travaux comme le rallongement de la plupart des quais ou même au sein du centre de maintenance. Le budget prévisionnel est de 55 millions d'euros pour une mise en service qui se ferait progressivement à partir de 2024,,.
Les 23 premières rames portent le nom des communes de Le Mans Métropole. Trois d'entre elles portent les noms 24 heures du Mans, Mans UC 72 et MSB, reflétant ainsi la dimension sportive de la ville. Trois nouvelles rames ont été livrées quatre années plus tard, en 2011 pour un coût de 10 millions d'euros, à l'occasion d'une commande supplémentaire pour faire face à l'affluence lors des grands événements notamment, mais seule l'une des trois a reçu un nom de baptême. Une nouvelle commande de huit rames (de la no 27 à la no 34) a été votée en avril 2012 et est attendue à l'occasion de l'ouverture de la deuxième ligne.
Les noms des rames du parc au 3 mars 2018 :
- Rame 1001 : Désir (baptisée ainsi par le maire du Mans)
- Rame 1002 : Le Mans Métropole
- Rame 1003 : Allonnes
- Rame 1004 : Arnage
- Rame 1005 : Coulaines
- Rame 1006 : La Chapelle-Saint-Aubin
- Rame 1007 : Le Mans
- Rame 1008 : Mulsanne
- Rame 1009 : Rouillon
- Rame 1010 : 24 Heures du Mans (arrivée le 12 juin 2010)
- Rame 1011 : Sargé-lès-le-Mans
- Rame 1012 : Yvré-l'Évêque
- Rame 1013 : Plantagenêt
- Rame 1014 : Bérengère
- Rame 1015 : Bollée
- Rame 1016 : Wilbur Wright
- Rame 1017 : Le Mans FC
- Rame 1018 : Trouvé Chauvel
- Rame 1019 : Arche de la nature
- Rame 1020 : MSB
- Rame 1021 : Pays de la Loire (livrée le 10 octobre 2010)
- Rame 1022 : Sarthe - Huisne
- Rame 1023 : Carel Fouché (rebaptisée officiellement le 3 mars 2018, ex-Cénomane)[15]
- Rame 1024 : Dominique Niederkorn (livrée le 4 mars 2011[16])
- Rame 1025 : Aigné (livrée le 24 mars 2011)
- Rame 1026 : Champagné (livrée en avril 2011)
- Rame 1027 : La Milesse (livrée le 16 octobre 2013)
- Rame 1028 : Ruaudin
- Rame 1029 : Saint-Saturnin
- Rame 1030 : Chaufour-Notre-Dame
- Rame 1031 : Fay
- Rame 1032 : Pruillé-le-Chétif
- Rame 1033 : Saint-Georges-du-Bois
- Rame 1034 : Trangé

### Infrastructure

#### Ligne T1
|  |   |  | Stations                        | Lat/Long                    | Communes | Correspondances                                                    |  |
|  | - |  | ------------------------------- | --------------------------- | -------- | ------------------------------------------------------------------ |  |
|  | ■ |  | Université                      | 48° 01′ 01″ N, 0° 09′ 07″ E | Le Mans  | 28 33                                                              |  |
|  | • |  | Campus - Ribay                  | 48° 00′ 57″ N, 0° 09′ 41″ E | Le Mans  | à Le Ribay : 28                                                    |  |
|  | • |  | Haute Venelle - Clinique du Pré | 48° 01′ 11″ N, 0° 09′ 47″ E | Le Mans  |                                                                    |  |
|  | • |  | Cadran - Épine                  | 48° 01′ 08″ N, 0° 10′ 21″ E | Le Mans  | à Le Cadran : 11                                                   |  |
|  | • |  | Hôpital                         | 48° 00′ 48″ N, 0° 10′ 33″ E | Le Mans  | Le Mans-Hôpital-Université (SNCF)                                  |  |
|  | • |  | Théodore Monod                  | 48° 00′ 42″ N, 0° 10′ 54″ E | Le Mans  | 12 28                                                              |  |
|  | • |  | Gambetta - Mûriers              | 48° 00′ 33″ N, 0° 11′ 06″ E | Le Mans  |                                                                    |  |
|  | • |  | Lafayette                       | 48° 00′ 25″ N, 0° 11′ 24″ E | Le Mans  | 16 à Chêne Vert : 7 11 12 17 20                                    |  |
|  | • |  | Éperon - Cité Plantagenêt       | 48° 00′ 19″ N, 0° 11′ 36″ E | Le Mans  | à Éperon : 4 7 11 12 14 17 20                                      |  |
|  | • |  | République                      | 48° 00′ 15″ N, 0° 11′ 47″ E | Le Mans  | 6 23 25 31                                                         |  |
|  | • |  | Préfecture                      | 48° 00′ 03″ N, 0° 11′ 50″ E | Le Mans  | T2 • 5 à Palais des Congrès : 14                                   |  |
|  | • |  | Leclerc - Fleurus               | 47° 59′ 54″ N, 0° 11′ 42″ E | Le Mans  | T2 à Pelouse : 14                                                  |  |
|  | • |  | Gares                           | 47° 59′ 43″ N, 0° 11′ 38″ E | Le Mans  | SNCF • T2 T3 • 14 16 à Gare Routière : 13 à Gare Sud : 30 32 34 35 |  |
|  | • |  | Zola                            | 47° 59′ 38″ N, 0° 11′ 54″ E | Le Mans  | T2                                                                 |  |
|  | • |  | Viaducs                         | 47° 59′ 34″ N, 0° 12′ 13″ E | Le Mans  | T2 • 5 35                                                          |  |
|  | • |  | Jaurès - Pavillon               | 47° 59′ 23″ N, 0° 12′ 25″ E | Le Mans  | T2                                                                 |  |
|  | • |  | Saint-Martin                    | 47° 59′ 08″ N, 0° 12′ 34″ E | Le Mans  | T2 • 5 6 14 21                                                     |  |
|  | • |  | Pontlieue                       | 47° 58′ 57″ N, 0° 12′ 40″ E | Le Mans  | 5 6 10 16 21                                                       |  |
|  | • |  | Durand-Vaillant                 | 47° 58′ 46″ N, 0° 12′ 46″ E | Le Mans  |                                                                    |  |
|  | • |  | Goya                            | 47° 58′ 31″ N, 0° 12′ 54″ E | Le Mans  |                                                                    |  |
|  | • |  | Glonnières - Centre Sud         | 47° 58′ 19″ N, 0° 13′ 01″ E | Le Mans  | 10                                                                 |  |
|  | • |  | Jules Raimu                     | 47° 58′ 06″ N, 0° 13′ 08″ E | Le Mans  |                                                                    |  |
|  | • |  | Guetteloup - Pôle Santé Sud     | 47° 57′ 50″ N, 0° 13′ 17″ E | Le Mans  | à Guetteloup : 15                                                  |  |
|  | ■ |  | Antarès - Stade Marie Marvingt  | 47° 57′ 21″ N, 0° 13′ 20″ E | Le Mans  | 24 27                                                              |  |

#### Ligne T2
|  |   |  | Station                              | Lat/Long                    | Commune | Correspondances                                                    |
|  | - |  | ------------------------------------ | --------------------------- | ------- | ------------------------------------------------------------------ |
|  | ■ |  | Bellevue - Hauts de Coulaines        | 48° 01′ 13″ N, 0° 12′ 42″ E | Le Mans | 4 15                                                               |
|  | • |  | Maillets - Zamenhof                  | 48° 01′ 02″ N, 0° 13′ 03″ E | Le Mans | à Zamenhof : 12 15 22                                              |
|  | • |  | Maillets - Banjan                    | 48° 00′ 55″ N, 0° 12′ 44″ E | Le Mans |                                                                    |
|  | • |  | Croix de Pierre                      | 48° 00′ 44″ N, 0° 12′ 19″ E | Le Mans |                                                                    |
|  | • |  | Jacobins - Quinconces                | 48° 00′ 32″ N, 0° 12′ 00″ E | Le Mans | 4 11 31                                                            |
|  | • |  | Comtes du Maine - Office de tourisme | 48° 00′ 16″ N, 0° 12′ 00″ E | Le Mans | 5 6 12 14 23 25 31                                                 |
|  | • |  | Préfecture                           | 48° 00′ 03″ N, 0° 11′ 50″ E | Le Mans | T1 • 5 à Palais des Congrès : 14                                   |
|  | • |  | Leclerc - Fleurus                    | 47° 59′ 54″ N, 0° 11′ 42″ E | Le Mans | T1 à Pelouse : 14                                                  |
|  | • |  | Gares                                | 47° 59′ 43″ N, 0° 11′ 38″ E | Le Mans | SNCF • T1 T3 • 14 16 à Gare Routière : 13 à Gare Sud : 30 32 34 35 |
|  | • |  | Zola                                 | 47° 59′ 38″ N, 0° 11′ 54″ E | Le Mans | T1                                                                 |
|  | • |  | Viaducs                              | 47° 59′ 34″ N, 0° 12′ 13″ E | Le Mans | T1 • 5 35                                                          |
|  | • |  | Jaurès - Pavillon                    | 47° 59′ 23″ N, 0° 12′ 25″ E | Le Mans | T1                                                                 |
|  | • |  | Saint-Martin                         | 47° 59′ 08″ N, 0° 12′ 34″ E | Le Mans | T1 • 5 6 14 21                                                     |
|  | • |  | Churchill                            | 47° 59′ 21″ N, 0° 12′ 57″ E | Le Mans |                                                                    |
|  | • |  | Atlantides - Sablons                 | 47° 59′ 26″ N, 0° 13′ 20″ E | Le Mans |                                                                    |
|  | • |  | Île aux Sports                       | 47° 59′ 28″ N, 0° 13′ 47″ E | Le Mans |                                                                    |
|  | • |  | Epau - Gué Bernisson                 | 47° 59′ 31″ N, 0° 14′ 05″ E | Le Mans |                                                                    |
|  | ■ |  | ESPAL - Arche de la nature           | 47° 59′ 40″ N, 0° 14′ 02″ E | Le Mans | 6                                                                  |

### Sous-stations électriques
11 sous-stations alimentent la ligne aérienne de contact :
- Parc relais Bartholdi
- Avenue H.P. Klotz
- Hôpital
- République
- Gares
- St Martin de Pontlieue
- Boulevard Schuman
- Glonnières
- Centre de Maintenance des Hunaudières
- Place des Jacobins
- Maillets-Zamenhof

## Offre commerciale
(Tout ce qui est dans ce chapitre provient du journal d'information distribué fin juin 2007 par Le Mans Métropole)

### Fréquences
Depuis 2007, le tramway fonctionne de 5 h du matin à 1 h du matin (soit 20 heures en continu), l'intervalle en heure de pointe est de 3 minutes sur le tronc commun T1-T2 de Préfecture à Saint-Martin, et de 6 minutes sur le reste des lignes T1 et T2.

### Fréquentation
De 2010 à 2021 la fréquentation annuelle du réseau de tramway s'élève aux nombres indiqués dans le tableau ci-dessous.
| Année                                  | 2010 | 2011 | 2012 | 2013 | 2014 | 2015 | 2016 | 2017 | 2018 | 2019 | 2020 | 2021 |
| Nombre de voyages annuel (en millions) | 12,4 | 13,1 | 13,7 | 13,8 | 15,8 | 17,9 | 18,0 | 18,6 | 18,8 | 18,4 | 11,4 | 13,3 |

En 2015, le réseau de tramway transportait environ 70 000 voyageurs par jour de semaine,. Le nombre de validation sur l'extension de Préfecture à Bellevue-Hauts de Coulaines (section nord de la ligne T2) est passé de 3 000 à 10 000 voyageurs comparativement aux anciennes lignes de bus qui assuraient ce parcours. Par ailleurs, la ligne T1 atteint un niveau problématique de fréquentation, principalement entre les stations République et l'Université du Maine. La hausse de validations sur le réseau de tramway du Mans atteint ainsi 6,1 % sur l'année 2015, soit la plus forte hausse au sein  de la région Pays de la Loire, devant Angers (+3,3 %) et Nantes (+0,7 %).

### Temps estimé
(Tous les temps ne sont que des prévisions)
| Station | Université - Hôpital | Hôpital - Lafayette | Lafayette - République | République - Gare | Gare - Saint-Martin |
| Temps   | 7 min                | 5 min               | 3 min                  | 5 min             | 5 min               |

Temps total du trajet de Université à Saint-Martin : 25 min
| Station | Saint-Martin - Glonnières | Glonnières - Antarès |
| Temps   | 6 min                     | 7 min                |

Temps total du trajet de Université à Antarès : 38 min
| Station | Saint-Martin - Atlantides-Sablons | Atlantides-Sablons - Espal |
| Temps   | 5 min                             | 4 min                      |

Temps total du trajet de Université à Espal : 34 min
La SETRAM met d'ailleurs à disposition des voyageurs un calculateur d'itinéraire ici.

## Tableau chronologique des travaux
| Dates                               | Nature de l’événement | Événement |
| ----------------------------------- | --------------------- | --- |
| Du 15 mars au 22 avril 2004         | Administratif         | Enquête publique relative au projet tramway |
| Mi-juin 2004                        | Travaux de voirie     | Début des travaux de voirie (déplacement des réseaux sous la voirie)                                                                                                |
| 4 novembre 2005                     | Travaux de voirie     | Début des travaux de construction du centre de maintenance du tramway                                                                                               |
| 20 février 2006                     | Travaux de voirie     | Pose du premier rail, le long de l'avenue Olivier Messiaen |
| Lundi 8 janvier 2007 à 16 h         | Arrivée de rames      | Arrivée de la première rame, nommée Désir |
| Jeudi 11 janvier 2007 à 16 h        | Arrivée de rames      | Jean-Claude Boulard baptise Désir la première rame |
| Vendredi 19 janvier 2007            | Administratif         | Suppression de la station Léon-Blum, le terminus de la branche “Est” s'effectuera désormais à l'Espal (raison : facilité pour prolonger la ligne jusqu'à Gazonfier) |
| Vendredi 23 février 2007            | Essais                | Premiers essais en ville du tramway Désir, entre Antarès et le boulevard des Glonnières (Centre Sud/Carrefour)                                                      |
| Mercredi 28 février 2007            | Arrivée de rames      | Arrivée de la rame no 02, nommée Le Mans Métropole |
| Jeudi 22 mars 2007                  | Arrivée de rames      | Arrivée de la rame no 04, nommée Arnage |
| Mercredi 26 avril 2007              | Arrivée de rames      | Arrivée de la rame no 07, nommée Le Mans |
| Vendredi 25 mai 2007                | Essais                | Prolongement des essais jusqu'à Saint-Martin donc essais d'Antarès à Saint-Martin (Pontlieue)                                                                       |
| Jeudi 31 mai 2007                   | Arrivée de rames      | Arrivée de la rame no 08, nommée Mulsanne |
| Jeudi 7 juin 2007                   | Arrivée de rames      | Arrivée de la rame no 09, nommée Rouillon |
| Mardi 12 juin 2007                  | Arrivée de rames      | Arrivée de la rame no 10, nommée 24 heures du Mans |
| Mercredi 20 juin 2007               | Arrivée de rames      | Arrivée de la rame no 11, nommée Sargé-lès-le-Mans |
| Mercredi 27 juin 2007               | Arrivée de rames      | Arrivée de la rame no 12, nommée Yvré-l'Évêque |
| Jeudi 5 juillet 2007                | Arrivée de rames      | Arrivée de la rame no 13, nommée Plantagenêt |
| Jeudi 12 juillet 2007               | Arrivée de rames      | Arrivée de la rame no 14, nommée Bérengère |
| Nuit du 16 au 17 juillet 2007       | Essais                | La rame Désir est tractée jusqu'à Université |
| Mardi 17 juillet 2007               | Essais                | Début des essais entre Lafayette et Université |
| Jeudi 19 juillet 2007               | Arrivée de rames      | Arrivée de la rame no 15, nommée Bollée |
| Jeudi 19 juillet 2007 à 17 h        | Travaux de voirie     | Dernière soudure de rail en présence du maire, au terminus de l'Espal                                                                                               |
| Jeudi 26 juillet 2007               | Arrivée de rames      | Arrivée de la rame no 16, nommée Wilbur Wright, Hunaudières |
| Lundi 20 août 2007                  | Essais                | Essais sur toute la ligne principale Antarès-Université |
| Jeudi 23 août 2007                  | Arrivée de rames      | Arrivée de la rame no 17, nommée MUC 72 |
| Jeudi 5 septembre 2007              | Arrivée de rames      | Arrivée de la rame no 18, nommée Trouvé Chauvel |
| Jeudi 12 septembre 2007             | Arrivée de rames      | Arrivée de la rame no 19, nommée Arche de la nature |
| Jeudi 20 septembre 2007             | Arrivée de rames      | Arrivée de la rame no 20, nommée MSB |
| Jeudi 10 octobre 2007               | Arrivée de rames      | Arrivée de la rame no 21, nommée Pays de la Loire |
| Lundi 15 octobre 2007               | Essais                | Début de la marche à blanc |
| Mercredi 24 octobre 2007            | Arrivée de rames      | Arrivée de la rame no 22, nommée Sarthe-Huisne |
| 14 novembre 2007                    | Arrivée de rames      | Arrivée de la rame no 23, nommée Cénomane |
| Week-end des 17 et 18 novembre 2007 | Ouverture             | Inauguration du tramway |
| 22 décembre 2007                    | Ouverture             | Ouverture de la branche Sablons |
| Mi-février 2012                     | Travaux de voirie     | Début des travaux de voirie sur la seconde ligne (déplacement des réseaux sous la voirie)                                                                           |

## Tarifs
L'arrivée du tram a occasionné une augmentation des tarifs des transports en commun dont le ticket unité est passé de 1,20 € à 1,30 €. Ensuite, en août 2009, le ticket à l'unité est passé à 1,35 € puis à 1,40 € en 2011 et à 1,50 € en 2014.
Le coût réel d'un voyage étant d'environ 3 €, la SETRAM reçoit, pour équilibrer son budget, 65 % du ticket en subvention de la part de Le Mans Métropole.

## Projets de développement
- Il n'existe aucun projet de développement de nouvelle ligne. En janvier 2016, Jean-François Soulard, vice-président du Mans Métropole chargé des déplacements et président de la SETRAM, estime que l'ouverture de la ligne de BHNS du réseau (d'ailleurs nommée T3 en référence aux deux lignes de tramway T1 et T2, « [boucle] la couverture des quartiers relevant de la politique de la ville par un mode lourd »[34].
- Un projet d'expansion de Le Mans Métropole dans la zone Nord / Université sonne le départ de l'extension des rames de tramways, qui passeront de 32 à 43 m à partir de 2025. Le temps entre deux rames ne pouvant pas être réduit (3 min sur le tronc commun), la décision d'allonger la totalité des rames a été prise par La Métropole. Certains quais sont déjà prévus pour cette longueur, les autres seront modifiés ainsi que le centre de maintenance. Les rames quant à elles, seront toutes modifiées sur une période d'environ 2 ans.

### Allongement des rames de tramway à44m
L'ensemble des rames du tramway du Mans seront allongées passant de 32 m à 44 m, cet allongement sera réalisé pour 2025 pour une augmentation de 40 % de capacité sur le réseau de tramway, pour un coût de 55 M€, ces futures rames accueilleront 296 passagers au lieu de 211 passagers actuellement,

## Récompenses
Le mardi 4 décembre 2007 le magazine Ville et transports a décerné à Paris son grand prix du transport en commun en site propre 2007 au tramway du Mans qui « fait déjà figure d'exemple pour les villes d'une taille similaire qui hésitent à investir ». Le magazine cite les raisons de cette récompense :
- Le jury a été séduit par le design du nouveau tramway ;
- C'est l'un des moins chers de France (20 millions d'euros le kilomètre)[1] ;
- Livré en temps et en heure, avec un tracé plutôt bien accepté ;
- La réussite de l'inauguration (près de 250 000 personnes transportées les 17 et 18 novembre) ;
- Près de 30 % de circulation automobile en moins.